# Euphoria (Loreen-dal)
A Euphoria (magyarul: Eufória) a marokkói berber származású svéd Loreen dala, amellyel Svédország képviseletében megnyerte a 2012-es Eurovíziós Dalfesztivált Bakuban. A dal 2012. március 10-én, a svéd nemzeti döntőben, a Melodifestivalenen megszerzett győzelemmel érdemelte ki a dalversenyen való indulás jogát.

## Eurovíziós Dalfesztivál

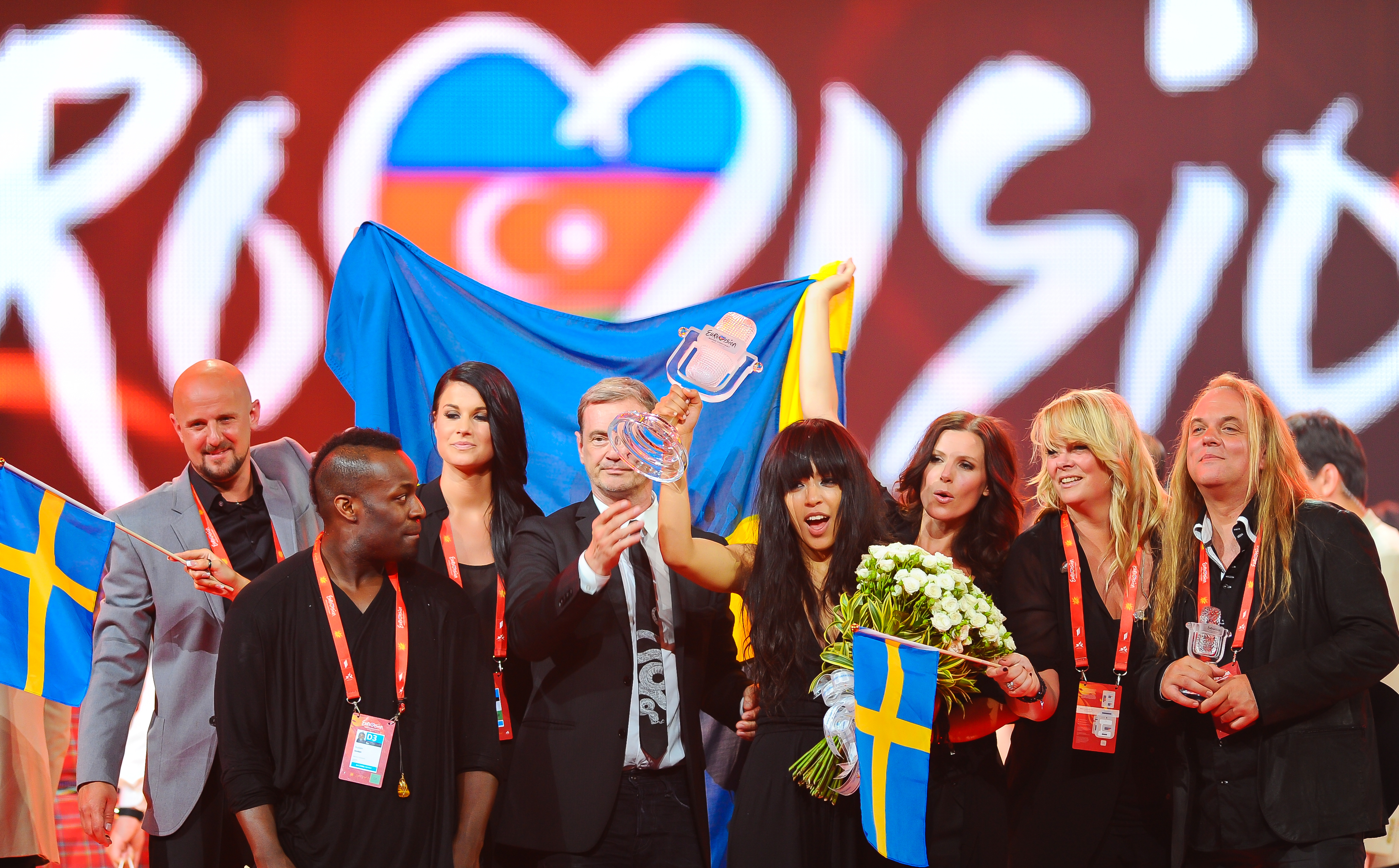
A svéd delegáció a győzelmet követően

2011. november 9-én vált hivatalossá, hogy az énekesnő is résztvevője a 2012-es Melodifestivalen mezőnyének. Dalával először az február 4-i első válogatóban versenyzett Växjőben, ahonnan első helyezettként sikeresen továbbjutott a döntőbe. A március 10-én stockholmi Globen Arénában rendezett döntőben a nemzetközi zsűri és a nézők szavazatai alapján megnyerte a válogatóműsort, így ő képviselhette hazáját az Eurovíziós Dalfesztiválon.
A dalt először a május 24-én rendezett második elődöntőben adta elő, a fellépési sorrendben tizenegyedikként, a Horvátországot képviselő Nina Badrić Nebo című dala után és a Grúziát képviselő Anri Jokhadze I’m a Joker című dala előtt. A dal első helyezettként továbbjutott az elődöntőből a május 26-i döntőbe, ahol fellépési sorrendben tizenhetedikként adta elő, a Görögországot képviselő Eleftheria Eleftheriou Aphrodisiac című dala után és a Törökországot képviselő Can Bonomo Love Me Back című dala előtt. A szavazás során összesítésben 371 ponttal (Ausztriától, Belgiumtól, Dániától, az Egyesült Királyságtól, Észtországtól, Finnországtól, Franciaországtól, Izlandtól, Izraeltől, Írországtól, Lettországtól, Magyarországtól, Németországtól, Norvégiától Oroszországtól, Spanyolországtól és Szlovákiától maximális pontot kapott) megnyerte a versenyt és megszerezte Svédország ötödik eurovíziós győzelmét, egyben a 2013-as Eurovíziós Dalfesztivál rendezési jogát is elnyerte. Érdekesség, hogy a 2016-ban bevezetett új szavazási módszerig ez a dal volt a második legmagasabb pontszámot összegyűjtött dal a dalfesztivál történelmében, emellett rekordmennyiségű 18 alkalommal kapta meg a maximális 12 pontot.
A következő svéd induló Robin Stjernberg volt a You című dalával a 2013-as Eurovíziós Dalfesztiválon, Malmőben.
A következő győztes a Dániát képviselő Emmelie de Forest Only Teardrops című dala volt.
2015-ben Eurovíziós Dalfesztivál hatvanadik évfordulója tiszteletére egy gálaműsort rendeztek Londonban, ahol az énekesnő ismét előadta dalát.

### Kapott pontok
Második elődöntő
| Össz | Szavazó országok | Szavazó országok | Szavazó országok | Szavazó országok | Szavazó országok | Szavazó országok | Szavazó országok | Szavazó országok | Szavazó országok | Szavazó országok | Szavazó országok | Szavazó országok | Szavazó országok | Szavazó országok | Szavazó országok | Szavazó országok    | Szavazó országok | Szavazó országok | Szavazó országok | Szavazó országok   |
| Össz | Szerbia          | Macedónia        | Hollandia        | Málta            | Fehéroroszország | Portugália       | Ukrajna          | Bulgária         | Szlovénia        | Horvátország     | Grúzia           | Törökország      | Észtország       | Szlovákia        | Norvégia         | Bosznia-Hercegovina | Litvánia         | Franciaország    | Németország      | Egyesült Királyság |
| ---- | ---------------- | ---------------- | ---------------- | ---------------- | ---------------- | ---------------- | ---------------- | ---------------- | ---------------- | ---------------- | ---------------- | ---------------- | ---------------- | ---------------- | ---------------- | ------------------- | ---------------- | ---------------- | ---------------- | ------------------ |
| 181  | 7                | 8                | 12               | 8                | 7                | 10               | 7                | 10               | 10               | 6                | 12               | 5                | 12               | 12               | 12               | 7                   | 10               | 6                | 12               | 8                  |

Döntő
| Össz | Szavazó országok   | Szavazó országok | Szavazó országok | Szavazó országok | Szavazó országok    | Szavazó országok | Szavazó országok | Szavazó országok | Szavazó országok | Szavazó országok | Szavazó országok | Szavazó országok | Szavazó országok | Szavazó országok | Szavazó országok | Szavazó országok | Szavazó országok | Szavazó országok | Szavazó országok | Szavazó országok | Szavazó országok | Szavazó országok | Szavazó országok | Szavazó országok | Szavazó országok | Szavazó országok | Szavazó országok | Szavazó országok | Szavazó országok | Szavazó országok | Szavazó országok | Szavazó országok | Szavazó országok | Szavazó országok | Szavazó országok | Szavazó országok | Szavazó országok | Szavazó országok | Szavazó országok | Szavazó országok | Szavazó országok | Szavazó országok |
| Össz | Egyesült Királyság | Magyarország     | Albánia          | Litvánia         | Bosznia-Hercegovina | Oroszország      | Izland           | Ciprus           | Franciaország    | Olaszország      | Észtország       | Norvégia         | Azerbajdzsán     | Románia          | Dánia            | Görögország      | Törökország      | Spanyolország    | Németország      | Málta            | Macedónia        | Írország         | Szerbia          | Ukrajna          | Moldova          | Montenegró       | Lettország       | Svájc            | Belgium          | Finnország       | Izrael           | San Marino       | Ausztria         | Hollandia        | Fehéroroszország | Portugália       | Bulgária         | Szlovénia        | Horvátország     | Grúzia           | Szlovákia        |                  |
| ---- | ------------------ | ---------------- | ---------------- | ---------------- | ------------------- | ---------------- | ---------------- | ---------------- | ---------------- | ---------------- | ---------------- | ---------------- | ---------------- | ---------------- | ---------------- | ---------------- | ---------------- | ---------------- | ---------------- | ---------------- | ---------------- | ---------------- | ---------------- | ---------------- | ---------------- | ---------------- | ---------------- | ---------------- | ---------------- | ---------------- | ---------------- | ---------------- | ---------------- | ---------------- | ---------------- | ---------------- | ---------------- | ---------------- | ---------------- | ---------------- | ---------------- | ---------------- |
| 372  | 12                 | 12               | 5                | 10               | 8                   | 12               | 12               | 10               | 12               |                  | 12               | 12               | 7                | 10               | 12               | 6                | 6                | 12               | 12               | 6                | 6                | 12               | 10               | 6                | 7                | 7                | 12               | 7                | 12               | 12               | 12               | 3                | 12               | 12               | 6                | 3                | 8                | 10               | 7                | 8                | 12               |                  |

### Díjak
A dalfesztivált megelőző időszakban megrendezett hivatalos rajongói szavazáson ezt a dalt választották a legjobbnak. A zeneszerzői díj és a művészeti díj kategóriában megnyerte a Marcel Bezençon-díjat. Emellett az ESC Radio-nál ő lett a legjobb női előadó és a legjobb dal kategóriák győztese.

## Dalszöveg
| Euphoria Forever, ’till the end of time From now on, only you and I We’re going up-up-up-up-up-up-up Euphoria An everlasting piece of art A beating love within my heart We’re going up-up-up-up-up-up-up – A dal refrénje | Eufória Örökké, az idők végezetéig Mostantól csak te és én Megyünk fel-fel-fel-fel-fel-felfelé Eufória Egy végetnemérő mestermű Egy dobogó szerelem a szívem közepében Megyünk fel-fel-fel-fel-fel-felfelé – A dal refrénje magyarul |